# Гембл і Хафф
Кеннет Гембл (англ. Kenneth Gamble нар. 14 жовтня 1943, Філадельфія) і Леон Хафф (англ. Leon A. Huff, нар. 8 квітня 1942; Камден, Нью-Джерсі) — американський авторський і продюсерський дует. Вони написали та/або спродюсували 15 золотих синглів та 22 золотих альбоми (з них 8 стали платиновими).
У 2008 році дует був прийнятий до Зали слави рок-н-ролу (у категорії «Невиконавці»). Також вони є членами Залу слави авторів пісень (з 1995 року).

## Історія
Дитинство Гембла у Філадельфії вплинуло на його доросле життя: він записував себе на різноманітних аркадних звукозаписних машинах, допомагав ді-джеям ранкового шоу на WDAS, керував магазином звукозаписів і співав із The Romeos. У 1964 році, до появи «Gamble & Huff», був «Gamble & Ross». Гембл був відкритий і керований Джеррі Россом, коли Гемблу було лише 17 років, і вони співпрацювали протягом багатьох років. Гембл вперше об'єднався з Леоном Хаффом (клавішні) під час запису для Candy & The Kisses. У 1963 році Росс підписав контракт із Гемблом на Columbia Records як сольний виконавець, випустивши «You Don't Know What You Got Until You Lose It». Gamble & Ross & Huff співпрацювали над хітом «I'm Gonna Make You Love Me», спочатку записаним Jay & The Techniques, які були гуртом Джеррі Росса, а потім кавер-версією Ді Ді Ворвік, а потім Даяни Росс і The Supremes і The Temptations.
У 1967 році вони створили свій перший хіт Топ-5: «Expressway to Your Heart» для гурту «The Soul Survivors». Навесні 1968 року для свого власного лейбла «Gamble Records» вони написали та продюсували 10 найкращих хітів «Cowboys to Girls» для філадельфійського гурту «The Intruders». Пізніше вони працювали з артистами Atlantic Records Archie Bell & the Drells, Вілсон Пікетт, Дасті Спрингфілд і The Sweet Inspirations, а також з артистами з Mercury Джеррі Батлером і Ді Ді Уорвік, записуючи численні хіти.
Маючи за плечима солідний послужний список, Гембл і Хафф у 1971 році заснували «Philadelphia International Records» як конкурента Беррі Горді та Motown. Спочатку вони звернулися до Atlantic Records, яка визнала угоду занадто дорогою. CBS Records, очолювана на той час Клайвом Девісом, підтримала це підприємство та розповсюдила записи Philadelphia International. За сприяння та підбурювання внутрішніх аранжувальників Тома Белла, Боббі Мартіна та Нормана Харріса. Philadelphia International випустила ряд найпопулярніших хітів соул-музики 1970-х років, зокрема «If You Don't Know Me» Now" «Harold Melvin & the Blue Notes», «Back Stabbers», «For the Love of Money» і «Love Train» The O'Jays, а також «Me and Mrs. Jones» Біллі Пол, яка отримала Греммі. Згідно з інтерв'ю на BBC Radio 4 від 28 червня 2006 року, Гембл і Хафф були натхненні написати «Me and Mrs. Jones» після того, як побачили когось зі свого знайомого, який, здавалося, був замішаний у романі, зустрівши жінку в кафе, яке часто відвідували автори пісень. У співпраці з Беллом Гембл і Хафф також заснували музичне видавництво «Mighty Three Music».